# Matthew Followill
Cameron Matthew Followill (Oklahoma City, 10 settembre 1984) è un chitarrista e compositore statunitense.
Chitarrista principale dei Kings of Leon, è cugino degli altri membri del gruppo.

## Biografia
Nato come Cameron Matthew Followill, fu allevato in un ambiente protetto, lontano da influenze musicali esterne. Ha lasciato la scuola giovanissimo per studiare musica, dopo aver ricevuto da i suoi cugini la proposta di unirsi alla loro band.
Attualmente, vive a Nashville, Tennessee, con la sua ragazza, Elle Disley.

## Equipaggiamento
- Gibson Les Paul Custom
- Epiphone Sheraton
- Gibson ES-137
- Ampeg Reverberocket R-212R
- Pedali, controllati da un Voodoo Lab Ground Control Pro: Boss RV-5 Reverb, Line 6 Verbzilla, Digitech Digiverb, Line 6 DL4, Digitech Whammy, MXR Micro-Amp, Dunlop Mister Crybaby, Boss Blues Overdrive pedal, Boss TU-2 Tuner, and Route 66 Overdrive.